# Matt Gordon
Matt Gordon (Toronto, 1969) è un attore canadese.
Ha interpretato Doc nella sitcom sportiva Rent-a-Goalie, e l'agente Oliver Shaw nella serie tv Rookie Blue.

## Filmografia parziale

### Cinema
- Falso tracciato (Pushing Tin), regia di Mike Newell (1999)
- Shall We Dance?, regia di Peter Chelsom (2004)
- 14 anni vergine (Full of it), regia di Christian Charles (2007)
- Defendor, regia di Peter Stebbings (2009)
- Il gioco dei soldi (Casino Jack), regia di George Hickenlooper (2010)

### Televisione
- Pianeta Terra - Cronaca di un'invasione - serie TV, 1 episodio (1997)
- Once a Thief - serie TV, 1 episodio (1998)
- Doc - serie TV, 1 episodio (2003)
- Mutant X - serie TV, 1 episodio (2004)
- Wonderfalls - serie TV, 1 episodio (2004)
- Kevin Hill - serie TV, 1 episodio (2004)
- Tilt - serie TV, 1 episodio (2005)
- Alla corte di Alice - serie TV, 1 episodio (2005)
- Earthstorm, regia di Terry Cunningham – film TV (2006)
- Amore in sciopero (Wedding Wars), regia di Jim Fall – film TV (2006)
- The Dresden Files - miniserie TV, 5 puntate (2007)
- The Line  - serie TV, 2 episodi (2008)
- Flashpoint - serie TV, 2 episodi (2008)
- Rent-a-Goalie - serie TV, 24 episodi (2006-2008)
- I misteri di Murdoch (Murdoch Mysteries) - serie TV, episodio 2x03 (2009)
- The Listener - serie TV, 1 episodio (2009)
- Saving Hope - serie TV (2012)
- Rookie Blue - serie TV, 74 episodi (2010-2015)
- Mary Kills People - serie TV, 3 episodi (2017)
- Frankie Drake Mysteries - serie TV, 3 episodi (2021)
- Nurses - Nel cuore dell'emergenza (Nurses) – serie TV, 7 episodi (2021)

## Premi
| Anno | Premi        | Categoria                                                                        | Work nominated                        | Risultato   |
| ---- | ------------ | -------------------------------------------------------------------------------- | ------------------------------------- | ----------- |
| 2009 | Gemini Award | Miglior performance di cast in una commedia o serie                              | Rent-a-Goalie (Condiviso con il Cast) | Candidato/a |
| 2008 | Gemini Award | Miglior performance di cast in una commedia o serie                              | Rent-a-Goalie (Condiviso con il Cast) | Candidato/a |
| 2007 | Gemini Award | Miglior performance di cast in una commedia o serie                              | Rent-a-Goalie (Condiviso con il Cast) | Candidato/a |
| 2003 | Gemini Award | Miglior performance di un attore in un ruolo di supporto in una serie drammatica | Bury the Lead                         | Candidato/a |

## Doppiatori italiani
Nelle versioni in italiano delle opere in cui ha recitato, Matt Gordon è stato doppiato da:
- Gianluca Tusco in Shall we dance?
- Franco Mannella in 14 anni vergine
- Oliviero Dinelli ne L'undicesima ora
- Antonio Angrisano in Earthstorm
- Donato Sbodio in Nurses - Nel cuore dell'emergenza